# 8683 Сьоландер
8683 Сьоландер (8683 Sjölander) — астероїд головного поясу, відкритий 2 березня 1992 року.
Тіссеранів параметр щодо Юпітера — 3,159.